# عدن (الرجم)

تعديل مصدري - تعديل

عدن هي إحدى قرى عزلة البشاري بمديرية الرجم التابعة لمحافظة المحويت، بلغ تعداد سكانها 675 نسمة حسب تعداد اليمن لعام 2004.